# Ngatpang Waterfalls
Die Ngatpang Waterfalls sind ein Wasserfall auf der Insel Babeldaob in Palau.
Der Wasserfall befindet sich im Zentrum im Süden der Insel im Bereich des administrativen Staates Ngatpang und ca. 14 km nordöstlich der Stadt Koror sowie ca. 1 km östlich des Ortes Elauesachel im benachbarten administrativen Bezirk Aimeliik.
Der Wasserfall selbst stürzt etwa 30 m von einer Klippe. In der Nähe befindet sich der ähnliche Ngatpang Tabecheding Waterfall.